# Amblyomma pacae
Amblyomma pacae är en fästingart som beskrevs av Henrique de Beaurepaire Aragão 1911. Amblyomma pacae ingår i släktet Amblyomma och familjen hårda fästingar. Inga underarter finns listade i Catalogue of Life.